# مارک وید
مارک وید (به انگلیسی: Mark Waid) یک نویسنده کمیک اهل ایالات متحده آمریکا است که به دلیل کار در عنوان‌های دی‌سی کامیکس شهرت دارد. اگرچه از نویسندگان مارول کامیکس نیز بوده‌است.